# Lanecarus sichuanensis
Lanecarus sichuanensis is een keversoort uit de familie kniptorren (Elateridae). De wetenschappelijke naam van de soort werd voor het eerst geldig gepubliceerd in 2005 door Giuseppe Platia.